# Rhinolophus lobatus
Rhinolophus lobatus — вид рукокрилих ссавців з родини підковикових.

## Таксономічна примітка
Таксон відділено від landeri.

## Середовище проживання
Країни проживання: Південний Судан, Кенія, Уганда, Демократична Республіка Конго, Руанда, Бурунді, Ангола, Замбія, Зімбабве, Малаві, Мозамбік, ПАР.